# Krtovce
Krtovce (hongrois : Kartolc) est un village de Slovaquie situé dans la région de Nitra.

## Histoire
Première mention écrite du village en 1156.

## Démographie

### Évolution de la population
| Année:               | 1994. | 2004.   | 2014.   | 2024.   |
| -------------------- | ----- | ------- | ------- | ------- |
| Nombre de personnes: | 296   | 320     | 316     | 288     |
| Différence:          |       | +8,10 % | -1,25 % | -8,86 % |

| Année:               | 2023. | 2024.   |
| -------------------- | ----- | ------- |
| Nombre de personnes: | 287   | 288     |
| Différence:          |       | +0,34 % |